# Johan Winnubst
Johannes Hendricus Petrus Winnubst (Amsterdam, 24 december 1885 - Utrecht, 19 juni 1934) was een Nederlands organist, dirigent en componist.

## Loopbaan
Johan Winnubst studeerde aan het Amsterdamsch Conservatorium bij onder anderen Bernard Zweers (compositie) en Jean-Baptiste de Pauw (orgel). Ook studeerde hij kerkmuziek bij Hubert Cuypers. Vanaf 1910 werkte hij als dirigent-organist aan de Sint-Catharinakathedraal in Utrecht en bespeelde daar het Maarschalkerweerd-orgel. Hij zette veel missen van Palestrina op het repertoire van het koor. Hij componeerde veel kerkmuziek, maar ook symfonieën, kamermuziek en liederen. De Missa in Honorem S. Annae is zijn laatst gecomponeerde mis, geen experimentele muziek, maar gebonden aan de traditie. Het Ecce Sacerdos is het jubelgezang dat de binnenkomst van de bisschop in zijn kathedraal begeleidt.

## Winnubst en Diepenbrock
Johan Winnubst maakte geschiedenis met de eerste liturgische uitvoering van de Missa in die festo van Alphons Diepenbrock in 1916. Dit grootschalige werk uit 1890 stelde zulke hoge eisen dat aan een uitvoering niet viel te denken. Delen van de mis werden voor het eerst uitgevoerd door Hubert Cuypers, dirigent van de Redemptoristenkerk, in het parochiehuis met pianobegeleiding voor een select gezelschap: Willem Kloos, Hein Boeken en Antoon Derkinderen. Dit was echter niet bevredigend voor Diepenbrock. De Utrechtse prelaat Mgr. Joannes Anthonius Stefanus van Schaik had de partituren van Diepenbrocks mis jarenlang bestudeerd en nam het initiatief tot een uitvoering. Op 2 oktober 1916 vond de eerste liturgische uitvoering plaats. Vanuit het hele land stroomden belangstellenden toe. Vooraanstaande musici en critici waren er: Johan Wagenaar, Sem Dresden, Hubert Cuypers en Jan Toorop. De uitvoering stond onder leiding van de jonge dirigent Johan Winnubst, die het werk bij zijn leermeester Hubert Cuypers had leren kennen. Diepenbrock heeft grote invloed gehad op Winnubst als componist, de zogenaamde "Caeciliaanse stijl".

## Persoonlijk
Hij was zoon van muziekonderwijzer Petrus Winnubst en Anna Maria Swart. Bij zijn militaire keuring was hij werkzaam als magazijnbediende; hij werd direct afgekeurd. Winnubst is op 24 augustus 1911 te Amsterdam getrouwd met Anna Peternella Paulina Walthaus (9 februari 1883 - 20 maart 1967). Er waren vier kinderen; een zoon en drie dochters. Winnubst werd begraven op het Utrechtse kerkhof St. Barbara.

## Wetenswaardig
Zijn driedelige Symfonie nr. 2 (Allegro-Andante maestoso-Allegro moderato) bracht het tot onder meer uitvoeringen door het Utrechts Stedelijk Orkest (1928) en door het Concertgebouworkest (1933). Winnubst dirigeerde beide uitvoeringen zelf. Op 30 oktober 1928 stelde Evert Cornelis zijn dirigeerstok beschikbaar voor de wereldpremière van dit werk. Ook de uitvoering op 25 juni 1933 vond plaats onder Winnubst; Eduard van Beinum stond even zijn plaats af. Het zou het enige werk van hem dat dat orkest zou uitvoeren. In 1977 werd in Medemblik een 'Winnubstreünie' gehouden, waarbij Missa Dominicalis, In Honore Sancta Anna werd uitgevoerd door de muziekvereniging "Winnubst" uit Den Helder.
- Digitale Bibliotheek voor de Nederlandse Letteren: winn011
- International Standard Name Identifier: 0000 0000 3149 4454
- Library of Congress Control Number: n94117613
- Nederlandse Thesaurus van Auteursnamen: 234638087
- Virtual International Authority File: 53388937
- WorldCat: E39PBJkMPFrR4PthVQB7yqbTpP